# Большой Руял
Большой Руял (мар. Кугу Руял) — деревня в Мари-Турекском районе Республики Марий Эл. Входит в состав Косолаповского сельского поселения.

## География
Находится в восточной части республики Марий Эл на расстоянии приблизительно 25 км по прямой на север от районного центра посёлка Мари-Турек.

## История
Известна с 1723 года как деревня, где был учтён 41 житель мужского пола. В 1795 году в ней числилось 12 дворов и 82 мужчины. В 1959 году в деревне было 184 жителя, в 1970 году — 171, в 1979 году — 103 жителя. В 2000 году в ней осталось 24 двора. В советское время работали колхозы «Патыр», «Путь Ленина», совхозы «Первое мая» и «Октябрьский».

## Население
Население составляло 76 человек (мари 97 %) в 2002 году, 54 в 2010.